# Johann Burchard
Pour les articles homonymes, voir Burchard.
Johann Burchard (ou Burckhardt) est un évêque né vers 1450 à Niederhaslach, en Alsace, dans la vallée de la Bruche, près de Strasbourg et mort en avril 1506 à Rome.

## Biographie
Originaire du diocèse de Strasbourg, il est ordonné prêtre en 1476 à Rome.
D'origine modeste, il est éduqué au chapitre de la collégiale Saint-Florent de Niederhaslach. Il quitte le chapitre de Saint-Thomas à Strasbourg et s'installe à Rome dès  1467 où il devient rapidement un familier du pape Sixte IV (1471-1484).
Ordonné prêtre en 1476, il retourne à Strasbourg en 1477 et obtient en 1479 une prébende de chanoine, de nouveau au chapitre de Saint-Thomas. Il conservera ce bénéfice toute sa vie, accédant même plus tard au doyenné.

## Le Liber notarum
De retour à Rome en 1481, il devient avocat consistorial à la cour pontificale. Il est inscrit en 1483 comme prélat préposé aux cérémonies pontificales. Il achète l'une des deux charges de maître des cérémonies, qu'il exerce officiellement depuis janvier 1484 jusqu'à sa mort en avril 1506, servant sous les quatre pontificats d'Innocent VIII (1484-92), Alexandre VI (1492-1503), Pie III (1503) et Jules II (1503-1513).
Il tient notamment un très précieux journal, le Liber notarum ab anno MCCCCLXXXIII usque ad annum MDVI, d'une précision extrême, relatant jour par jour, parfois même heure par heure, les événements majeurs et jusqu'aux moindres faits qui se passent au Palais apostolique du Vatican. Le Liber notarum est considéré par tous les historiens comme l'un des témoignages les plus crédibles de la vie du pape Alexandre VI, y compris la célèbre nuit orgiaque du 31 octobre 1501, ainsi qu'une « source irremplaçable » concernant les événements de la cour romaine à cette époque.
Vito Castiglione Minischetti et Ivan Cloulas ont publié en 2003 une traduction de la section du Liber notarum relative au pontificat du pape Alexandre VI Borgia (années 1492-1503). 
Burchard vit quotidiennement dans l'entourage immédiat du pape. Il assiste le pape Alexandre VI dans son agonie jusqu'à sa mort, le 18 août 1503, s'occupe des funérailles et en tient la chronique. 
En novembre de la même année, le nouveau pape, Jules II, le sacre évêque de Civita Castellana. Johann Burchard décède le 16 mai 1506 et est enseveli en la basilique Santa Maria del Popolo, à Rome.

## Culture populaire
Johann Burchard est interprété par Simon McBurney en 2011 dans la série The Borgias et par Victor Schefé (de) dans la série Borgia.